# Charles-François Exchaquet
Pas d'image ? Cliquez ici
Charles-François Exchaquet, né le 6 décembre 1746 à Court dans le canton de Berne et mort en 1792 à Servoz en Savoie, est un ingénieur, cartographe et alpiniste suisse.

## Biographie
À partir de 1781 il est directeur de la fonderie des mines dites de Servoz, responsable des opérations minérallurgiques et métallurgiques. En 1787, il est le premier touriste à faire la traversée du col du Géant de Chamonix à Courmayeur. À partir de la même année il fabrique et commercialise des plans-relief du massif du Mont-Blanc et du massif du Saint-Gothard.